# 마누엘 고메스 페드라사
마누엘 고메스 페드라사(Manuel Gómez Pedraza, 1789년 4월 22일 ~ 1851년 5월 14일)는 멕시코의 장군이자 1832년부터 1833년까지 멕시코의 대통령으로 재임했었다.

## 이력
중상층으로 태어난, 고메스 페드라사는 1810년 미겔 이달고에 의한 그리토 데 돌로레스 시기에 학생이었다. 그는 펠릭스 마리아 칼레하 델 레이 장군 하에 있던 왕립 군대에 입대하면서, 중위가 되었다. 그는 독립 전쟁 동안 멕시코의 폭도들과 싸웠으며, 호세 마리아 모렐로스의 포획에 기여했다. 그는 1820년에 스페인 의회에 뉴 스페인 대의원이었다. 1821년에, 부왕 정부의 몰락 후, 그는 아구스틴 데 이투르비데의 축에 끼었으며, 개인적 친구가 되었다. 이투르비데는 그를 멕시코 시티 주둔병의 사령관으로 명했다. 그 제국하에서, 고메스는 반연방주의자였지만 이투르비데의 몰락 후에 그는 연방주의로 전환했다.
1824년에 그는 푸에블라주의 주지사이자 군 사령관이었다. 1825년에 대통령 과달루페 빅토리아는 그를 전쟁과 해군 장관으로 명했다. 그는 나중에 빅토리아의 내각에서 내무부와 외교부 장관을 했다. 그는 다양한 회원과 함께 정당을 구성했다. 이 당은 파르티도 모데라도르당이 되었다.
그는 1828년에 비센테 게레로를 상대로 공화국의 대통령 후보였으며, 실제로 선거에서 승리했다. 그러나, 1828년 12월 3일에 안토니오 로페스 데 산타 안나를 포함하는 그의 적대자들에 의한 군사적 위협 아래, 그는 승리를 포기하고 멕시코를 떠났다. 선거는 무효가 되었으며, 플랜 데 페로테 하에서 비센테 게레로는 대통령직을 떠맡었다.
그는 1830년 10월에 보르도로부터 베라크루스주로 돌아왔지만, 즉시 그의 적들에 의해 축출 당했다. 그는 당시 그가 아나스타시오 부스타만테 정부를 반대하는 성명을 출판한 곳인 뉴 올리언스로 갔다.
고메스 페드라사는 1832년 11월 5일에 멕시코로 돌아왔다. 플랜 데 사발레타는 그를 대통령으로 인정했으며, 1832년 12월 24일에 푸에블라에서 취임했다. 그는 다음해 1월 3일에 멕시코 시티로 입성하면서 산타 안나를 동반시켰다. 그의 최초의 공식 활동 중 하나는 멕시코로부터 남아있는 스페인 시민들을 축출하는 1832년 2월 22일 법령을 시행한 것이었다.
대통령으로 명명된 지 얼마 지나지 않아, 그는 의회를 소집해서 대통령으로 산타 안나와 부통령으로 발레틴 고메스 파리아스를 선출했다. 산타 안나의 병 때문에, 1833년 4월 1일에 고메스 파리아스가 대통령으로 취임했으며, 고메스 페드라사를 대신했다.
1841년에 고메스 페드라사는 산타 안나의 내각에 내무부와 외교부 장관으로 임명되었다. 또한 1841년에 그는 헌법 개정 의회에 대의원이었으며 의회가 종용되었을 때 감금되었다. 1844년에 시작한 연방 대의원으로서 그는 감동적인 웅변으로 유명해졌다. 그 해 그는 상원에서 산타 안나의 독재에 반대하는 연설을 했다.
1846년에 그는 정부 위원회 회원이 되었으며 그는 정부가 멕시코 시티의 미국 점유동안 게레타로가 전임되었을 때인 다음해, 관계 장관으로서 돌아왔다. 그는 전쟁 (1848년 2월)을 끝낸 과달루페-이달고 조약의 논쟁과 인가동안 멕시코 상원 의장이었다. 그는 1848년 5월 24일에 상원에서 미국이 "멕시코 의회 역사에 있어 가장 훌륭한 웅변중 하나"로서 묘사했던 전쟁에 관한 연설을 했다.
1850년에 그는 다시 대통령에 출마 했지만 마리아노 아리스타 장군에게 패배했다. 1851년에 멕시코 시티에서 그가 죽었을 때 전당포 관리자를 하고있었으며, 장례 의식을 거부했었다. 성직자는 신성한 땅에 그의 매장을 허락하지 않았다.

## 같이 보기
- 멕시코의 국가원수 목록

## 참고 서적
- (스페인어) "Gómez Pedraza, Manuel," Enciclopedia de México, vol. 6. Mexico City, 1996, ISBN 1-56409-016-7.
- (스페인어) García Puron, Manuel, México y sus gobernantes, v. 2. Mexico City: Joaquín Porrua, 1984.
- (스페인어) Orozco Linares, Fernando, Gobernantes de México. Mexico City: Panorama Editorial, 1985, ISBN 968-38-0260-5.